# Claude Mesliand
Claude Michel Mesliand, né à Limeray le 3 août 1928 et mort le 14 janvier 2018 à Châteauneuf-le-Rouge, est un historien et syndicaliste français.

## Biographie
Claude Mesliand fait ses études à la Sorbonne, où il prépare l'agrégation d'histoire qu'il obtient en 1952. Il enseigne au lycée d'Avignon en 1953-1954 puis de 1956 à 1963, et au lycée de Montpellier de 1954 à 1956. Il est ensuite maître-assistant à l'université de Provence Aix-Marseille I (1963-1971), puis chargé d'enseignement (1971-1980). Il soutient en 1980 une thèse intitulée Paysans du Vaucluse, dirigée par Philippe Vigier et est nommée professeur des universités. Il est président de l'université d'Aix-Marseille de 1976 à 1981,. Il est nommé recteur des académies d'Amiens (1984-1985) puis de Nancy-Metz (1985-1992) et finit sa carrière au ministère de l'Éducation nationale, où il mène deux études, sur les ZEP et sur les IUFM, en 1992-1993.
Il est membre du parti communiste français et militant du Syndicat national de l'enseignement supérieur dont il a été membre du bureau national.

## Publications
- Paysans du Vaucluse, 2 vol., Université de Provence, 1989
- Renaissance de la franc-maçonnerie avignonnaise à la fin de l'Ancien Régime (1774-1789), Bibliothèque nationale, 1972

## Distinctions
- Chevalier de la Légion d'honneur[2]
- Officier de l'ordre des Palmes académiques[2]